# Interfluvio

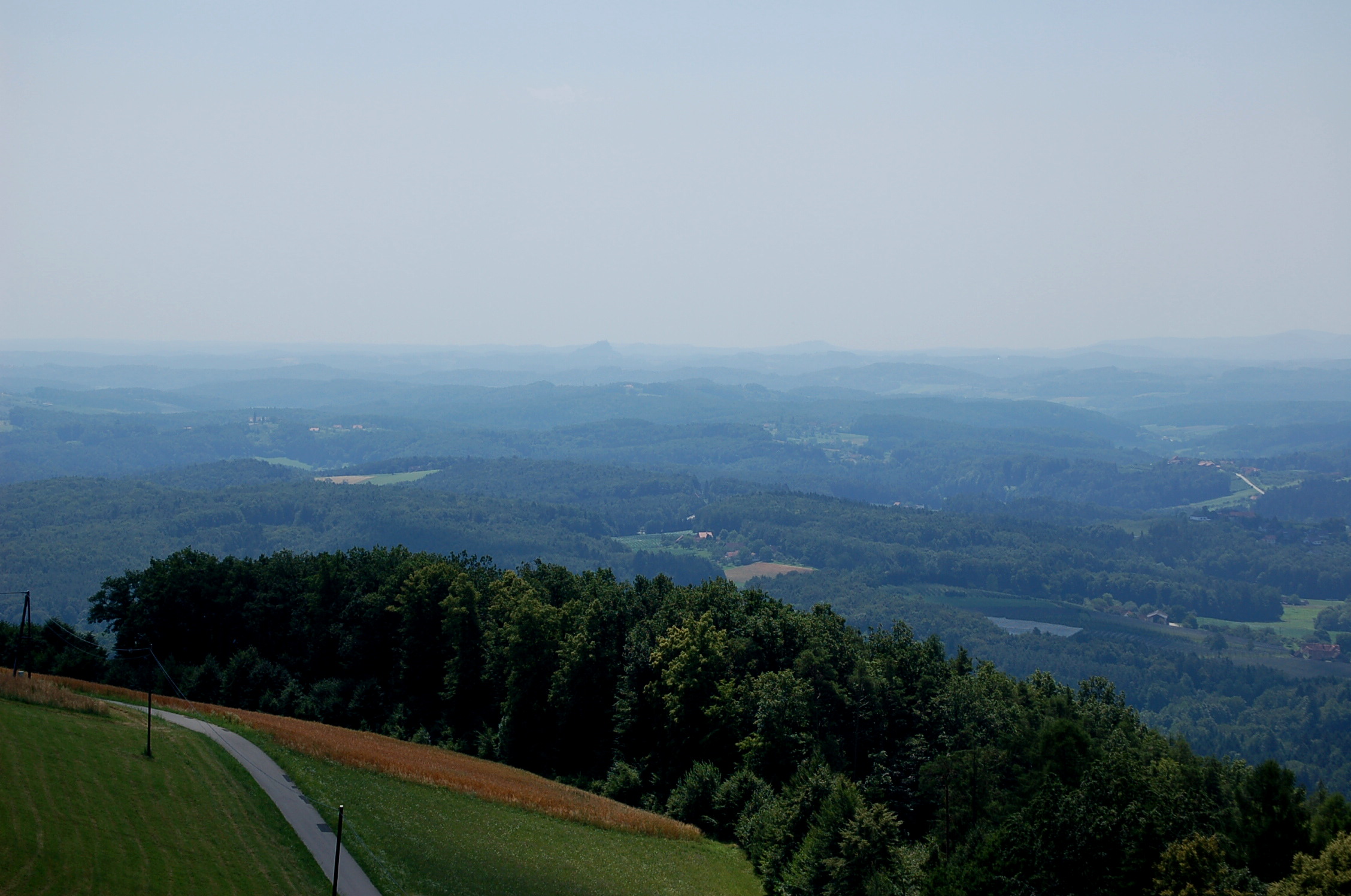
Styrian Hills del Este, al sur de Herberstein

Un interfluvio es el terreno elevado que se encuentra entre dos ríos o valles adyacentes en el mismo sistema de drenaje. La forma de los interfluvios puede variar desde pequeñas colinas alargadas hasta mesetas de gran extensión. También sucede que a veces se les llama «interfluvio» a las zonas entre dos glaciares de valle y que en un casquete glaciar se les llame «interfluvio» al área entre dos corriente de hielo. En la estratigrafía se ocupa el término para denominar secciones entre dos paleocauces.
El ancho de los interfluvios, el cual esta dado por el espaciado de los valles o ríos, puede ser sumamente regular en algunas partes del mundo. El ancho regular se ha considerado como una explicación para el fenómeno de concordancia de cumbres. Los principales procesos geomorfológicos de los interfluvios son de dos tipos; primero están los relacionados con la erosión fluvial que se ubican en los costados que son las partes del interfluvio y que dependen del área que hay cuenca arriba, segundo están los procesos independientes del área que haya arriba, estos procesos son dominantes en las zonas altas de los interfluvios e incluyen reptación del suelo. El origen de los interfluvios esta ligado al origen de la red de drenaje por lo que al momento de canalizarse el agua en un paisaje originan los interfluvios.
Los interfluvios en un paisaje se pueden organizar de manera análoga al ordenamiento del drenaje de Horton.